# Parsec
El parsec (abreviat pc) és una unitat de longitud usada en astronomia que significa «paral·laxi d'un segon d'arc, 1″» i la distància d'un objecte en parsecs és el recíproc de la seva paral·laxi en segons d'arc. Es basa en el mètode de la paral·laxi trigonomètrica, el mètode més antic i estàndard de determinar les distàncies estel·lars.
L'angle que subtendeix una estrella al radi mitjà de l'òrbita terrestre al voltant del Sol s'anomena paral·laxi. El parsec es defineix com la distància de la Terra a un estel que té una paral·laxi d'1″. Alternativament, el parsec és la distància a la qual 2 objectes, separats per 1 unitat astronòmica au (distància Terra-Sol, ~150 × 106 km), semblen estar separats per un angle d'1″. Llavors 360×60×60/2π au = 2,062 648 062 5×105 au = 3,085 677 580 666 31×10¹⁶ m = ~3,261 anys llum. La mesura de distàncies de cossos celestials de la Terra en parsecs és un aspecte clau de l'astronomia.
El 1906 l'astrònom Hermann Kobold (1858-1942) encunyà el terme Sternweite 'distància estel·lar', la distància que correspon a una paral·laxi d’1″. El mot parsec, amb la mateixa definició de Kobold, fou proposat el 1913 per l'astrònom anglès Herbert Hall Turner (1861-1930) el 1913 i fou aprovat al primer congrés de la Unió Astronòmica Internacional (IAU) el 1922. Per raons històriques, els astrònoms normalment expressen distàncies a objectes astronòmics en unitats de parsecs, en lloc d'anys llum. Les primeres mesures directes d'un objecte a distàncies interestel·lars (de l'estel 61 Cygni, per l'astrònom alemany Friedrich Wilhelm Bessel el 1838) es van fer per trigonometria usant l'amplada de l'òrbita terrestre com a base. El parsec es dedueix naturalment d'aquest mètode.
No existeix cap estrella amb una paral·laxi d'1″. Com més gran sigui la paral·laxi d'un estel més proper és a la Terra, i, per tant, menor és la seva distància en parsecs. Així, l'estel més proper a la Terra tindrà la paral·laxi més gran. Aquest estel és Pròxima Centauri, amb una paral·laxi de 0,762″ que correspon a una distància d'1/0,762 = 1,31 pc, o 4,28 anys llum. Per raó de l'escala extremadament petita de les paral·laxis, els mètodes terrestres (mesurant sobre la Terra) donen mesures fiables de distàncies estel·lars de no més de 325 anys llum, o aproximadament 100 pc, que correspon a les paral·laxis superiors a 1″/1000, o 10 mil·lisegons d'arc. A la Via Làctia, on es troba la Terra, les distàncies a les estrelles més remotes es mesuren en kiloparsecs (1 kpc = 1 000 pc). El Sol es troba a una distància de 8,3 kpc del centre de la nostra galàxia. Quan es tracta d'altres galàxies o cúmuls de galàxies, la unitat convenient és el megaparsec (1 Mpc = 1 000 000 pc). La distància a la Galàxia d'Andròmeda (Messier 31) és d'aproximadament 0,76 Mpc. Les galàxies i quàsars més llunyans tenen distàncies al voltant de 4 000 Mpc, o 13 000 000 000 anys llum.
Entre 1989 i 1993, el satèl·lit Hipparcos, llançat per l'Agència Espacial Europea (ESA) el 1989, mesurà les paral·laxis de 118 218 estels, amb una precisió aproximada de 0,002″ i aconseguí mesures acurades per a distàncies estel·lars d'aproximadament 1 000 pc. El satèl·lit GAIA de l'ESA, llançat el 19 de desembre del 2013, pren mesures de tots els objectes més brillants que la magnitud 15 (4 000 vegades més feble que el límit a ull nu), i està mesurant les seves posicions amb una precisió de 24 microsegons d'arc. Això és comparable a mesurar el diàmetre d'un cabell humà a una distància de 1 000 km. Això permet que les estrelles més properes es mesuren les seves distàncies amb una precisió extraordinària del 0,001 %. Fins i tot les estrelles properes al centre galàctic, a uns 8 kpc de distància en la direcció de la Constel·lació del Sagitari, es mesuraran les seves distàncies amb una precisió del 20 %.

## Història

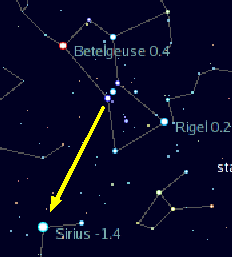
Posició de l'estel Sírius (α Canis Major) a partir del cinturó d'Orió.

William Herschel (1738-1822), a finals del segle xviii, emprà una unitat de distància estel·lar quan començà a estudiar la Via Làctia. En aquell temps, conèixer amb precisió la distància de les estrelles encara estava fora de l’abast dels astrònoms (les primeres paral·laxis anuals no es van mesurar fins més de mig segle després). Herschel, per tant, decidí utilitzar la distància de Sírius com a unitat de distància representativa de la distància mitjana de les estrelles de 1a magnitud. Això es basà en la falsa hipòtesi que les de 2a magnitud es troben al doble de distància, les de 3a al triple de distància, i així successivament. Cal dir que el neerlandès Christiaan Huygens (1629-1695) el 1698 i l'anglès Isaac Newton (1642-1727) el 1685, havien obtingut una estimació no gaire allunyada del valor actual de la distància a Sirius mitjançant un mètode fotomètric.

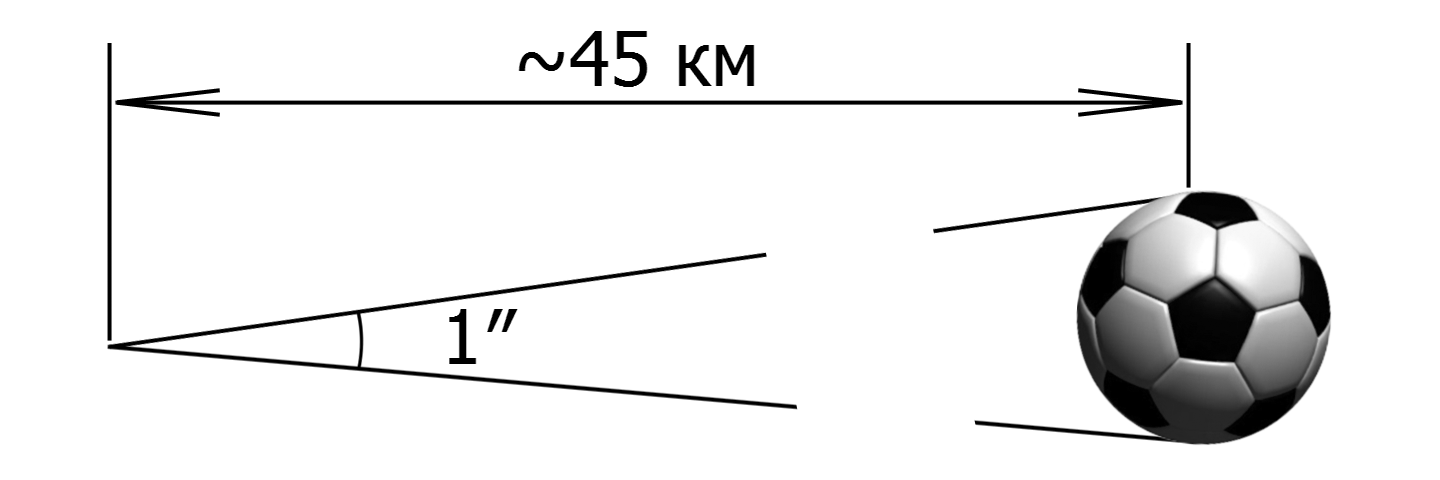
Una pilota de futbol a 45 km de distància s'observaria amb una mida d'1″.

No obstant això, fins i tot abans que es poguessin determinar amb claredat les distàncies estel·lars cap al 1838, ja se sabia que les paral·laxis eren menors que 1″, la qual cosa demostrava com d’immenses eren les distàncies entre el Sol i les estrelles, i com de petites eren les unitats de distància emprades habitualment. També es coneixia la immensitat de la velocitat de la llum. L'astrònom Johann Elert Bode (1747-1826) el 1768 suggerí emprar la velocitat de la llum per a mesurar distàncies estel·lars. Més tard, quan impartí cursos sobre les primeres determinacions de les vuit paral·laxis anuals conegudes en aquell moment (abans del 1846), el rossellonès Francesc Aragó (1786-1853) donà les distàncies a la Terra en unitats astronòmiques i llegües, però també trobà útil escriure una altra taula en anys llum. El 1865 el francès Camille Flammarion (1842-1925) també donà una idea de les distàncies de les estrelles utilitzant el retard de la llum ("la llum no triga menys de 22 anys a arribar de Sírius").

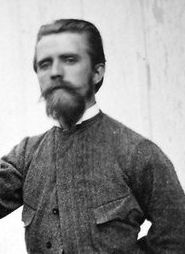
Hermann Kobold.

A principis del segle xx uns quants astrònoms utilitzaren diferents unitats de distància, amb diversos noms. El 1906 Hermann Kobold (1858-1942) encunyà el terme Sternweite 'distància estel·lar', la distància que correspon a una paral·laxi d’1″. El 1909, l'alemany Hugo von Seeliger (1849-1924) recuperà la proposta de Herschel i definí Siriusweite 'distància de Sírius' com la distància que correspon a una paral·laxi de 0,2" (és a dir, 1,03 × 106 ua), una unitat que ja havia utilitzat en el seu famós estudi sobre estadístiques estel·lars el 1898. El suec Carl Charlier (1862-1934) encunyà la paraula siriometer 'siriòmetre' el 1911, definint-la com un milió d'unitats atronòmiques (distància Terra-Sol, ~150 × 106 km). El 1912, Herbert Hall Turner (1861-1930) utilitzà, en el mateix article, l’any llum i també la distància corresponent a una paral·laxi d’1″ dues pàgines més endavant, sense assignar-li cap nom.
Aquest problema es presentà en un moment en què les dades de moviments propis, i en menor mesura les dades de paral·laxi, permetien estudiar l'estructura de l'univers. L'ús d'una unitat de distància, sigui quin sigui el seu nom, té implicacions en la definició de la magnitud absoluta. Per tal de comparar estrelles de diferents tipus, cal definir la seva lluminositat intrínseca d’alguna manera. Com que la lluminositat disminueix amb el quadrat de la distància i la magnitud aparent es defineix com 2,5 vegades l'escala logarítmica de la lluminositat, la diferència entre la magnitud aparent i la magnitud absoluta és 5 vegades el logaritme de la distància més una constant, la qual depèn de la unitat de distància adoptada. Per exemple, quan el 1913 l'astrònom danès Ejnar Hertzsprung (1873-1967) comparà les lluminositats intrínseques de les estrelles en la seva calibració de cefeides, suposà com a referència 1 pc, igual que un any després l'anglès Arthur Eddington (1882-1944). En canvi, l'anglès John Isaac Plummer (1845-1925) l'any 1912 havia utilitzat una “magnitud intrínseca” amb 100 pc com a referència. Entremig, i durant diversos anys, el neerlandès Jacobus Kapteyn (1851-1922) havia introduït clarament la definició que encara s'utilitza avui però de manera coherent amb una unitat de distància igual a 10 pc.

Definició de parsec. E posició de la Terra, S, posició del Sol, D, posició de l'estel situat a 1 parsec.

L’origen de la paraula parsec es remunta a aquesta època. En el seu estudi, on utilitzà distàncies amb unitats corresponents a una paral·laxi d’un segon d'arc, l'anglès Frank Watson Dyson (1868-1939) indicava el 1913 en una nota al peu que proposava el terme astron com a nom d'unitat, mentre que Turner havia encunyat el terme parsec, probablement després de llegir la primera versió d'aquest text. Això desencadenà un debat. La discussió tingué lloc durant la presentació de l'article a la Royal Astronomical Society el 1913, on Turner digué que astron sonava massa similar a astronomical unit (unitat astronòmica), i malgrat haver proposat parsec, suggerí macron. Dyson respongué que siriometer suggereix una màquina de mesura i pensà que el significat de macron podria portar a confusió. L'estatunidenc George F. Paddock (1879-1955) el 1913 resumí l'estat actual, afegint que "en discutir les distàncies de les nebuloses, el professor Very proposà com a unitat la distància a la nebulosa d'Andròmeda i el nom andromeda". Entre totes aquestes propostes, "la designació astron, o potser astrometer, semblaria molt apropiada", segons ell. En resposta, l'estatunidenc Heber Doust Curtis (1872-1942) dedicà un article al mateix volum sobre aquest tema. Sostení que una unitat basada en constants fonamentals, com ara la velocitat de la llum, seria preferible. També assenyalà que cap de les unitats proposades era perfectament coneguda: la unitat astronòmica no millor (en aquell moment) que per mil·lèsimes, la paral·laxi de Sírius estava entre 0,34 i 0,40; quant a Andròmeda, la distància no es coneixia millor que un 50 % (en realitat, era un error del 160 000 %!). Curtis també suggerí que una unitat hauria de ser útil tant per a especialistes com per a profans, i que "no veu cap avantatge a referir-se a la distància d'una estrella com 14,3 parsecs, en comptes de dir que l'estrella té una paral·laxi de 0,07 segons d'arc". En la mateixa època, durant el conegut debat sobre la mida de la nostra galàxia, Curtis afegí que "si la Via Làctia mesura tres mil o diversos milions d'anys llum d'ample, l'any llum continua sent una unitat útil". Eddington (1914) no compartia aquesta opinió i lamentava que “l'any-llum, malgrat la seva incomoditat i irrellevància, s’hagi infiltrat de vegades des de l’ús popular fins a les investigacions tècniques”. És difícil trobar un motiu seriós per al rebuig de l'any llum, l'únic argument el proporcionà Dyson, que sentia que l’ús dels anys llum s’havia introduït amb finalitats divulgatives, no per a treballs científics. El parsec fou adoptat ràpidament per Eddington en el seu llibre sobre moviments estel·lars (1914). El 1919, la Comissió de Notacions de la Unió Astronòmica Internacional (IAU) recomanà l’ús de l’any llum “especialment en articles populars”, mentre que el parsec, “o preferiblement una unitat 10 vegades més gran, hauria de rebre un altre nom”. Tot i això, en la mateixa època, Kapteyn (1920) reconegué ara l'existència del parsec, que considerava “molt convenient (encara que molt lleig)” i pretenia definir la magnitud absoluta utilitzant unitats d'un parsec (no de 10). El 1922, la Comissió 3 de la UAI decidí l'ús d'm i M per a les magnituds aparent i absoluta respectivament, i l’ús del parsec, sense cap restricció. El 1925, la IAU confirmà aquestes unitats.

## Càlcul del valor d'un parsec
A l'esquema del costat (a escala molt reduïda i sense respectar els valors angulars), S és el Sol, T la Terra i P un objecte situat a 1 pc del Sol: per definició, l'angle {\displaystyle {\widehat {SPT}}} és igual a un segon d'arc (1″) i la distància {\displaystyle [TS]} val una unitat astronòmica (1 ua). Amb les regles de la trigonometria és possible de calcular {\displaystyle [SP]}:
{\displaystyle SP={\frac {TS}{\tan 1^{\prime \prime }}}\approx 206\ 264,8062{\mbox{ ua}}\!\,}
com que una unitat astronòmica mesura exactament 1,495 978 706 91 x 1011 m, tenim que:
{\displaystyle 1{\mbox{ pc}}\approx 206\;264,806\;2\times 1,495\;978\;706\;91\times 10^{11}{\mbox{ m}}\approx 3,085\;677\;581\;282\times 10^{16}{\mbox{ m}}\,}

## Equivalències
| Unitat   | pc           | Any llum     | ua            | m           |
| -------- | ------------ | ------------ | ------------- | ----------- |
| pc       | 1            | 3,261        | 206 265       | 3,09 × 10¹⁶ |
| Any llum | 0,307        | 1            | 63 241        | 9,46 × 1015 |
| ua       | 4,85 × 10-6  | 1,58 × 10-5  | 1             | 1,50 × 1011 |
| m        | 3,24 × 10-17 | 1,06 × 10-16 | 6,68 × 10 -12 | 1           |

Múltiples:
- kiloparsec: 103 pc
- megaparsec: 10⁶ pc
- gigaparsec: 10⁹ pc